# Clusia mutisiana
Clusia mutisiana är en tvåhjärtbladig växtart som beskrevs av José Cuatrecasas. Clusia mutisiana ingår i släktet Clusia och familjen Clusiaceae. Inga underarter finns listade i Catalogue of Life.